# Aryan Chopra
Aryan Chopra (ur. 10 grudnia 2001) – indyjski szachista. Arcymistrz od 2016 roku.

## Kariera szachowa
Zaczął grać w szachy w wieku sześciu lat. Swoją pierwszą normę arcymistrzowską osiągnął na Riga Technical University Open w 2015, gdzie nie poniósł żadnej porażki. Drugą normę arcymistrzowską zdobył w maju 2016 w 35. Zalakaros Open. Ostatnią normę na arcymistrza zdobył 29 sierpnia 2016, pokonując Samwela Ter-Shakiana czarnymi figurami w finałowej rundzie w Abu Dhabi Chess Championship Masters Tournament. Tytuł oficjalnie otrzymał w marcu 2017. Zajął trzecie miejsce w turnieju Abu Dhabi Chess Masters Tournament w 2017.
Najwyższy ranking w dotychczasowej karierze osiągnął 1 sierpnia 2023, z wynikiem 2641 punktów.